# ياكوب هرمان كناب
ياكوب هرمان كناب (بالألمانية: Jacob Hermann Knapp)‏ هو طبيب عيون ألماني، ولد في 17 مارس 1832 في Dauborn ‏ في ألمانيا، وتوفي في 1 مايو 1911 في مامارونيك في الولايات المتحدة بسبب ذات الرئة.